# Шіо
Шіо (угор. Sió) — канал в центральній Угорщині. Поєднує озеро Балатон із Дунаєм. Бере свій початок в місті Шіофок. Збудовано 292 року н.е. римлянами, перебудовано у XIX ст.
Має шлюз у м. Шіофок завширшки 20-30 метрів. Проходить через місто Сексард та кількома кілометрами на схід впадає в Дунай.
Канал Шіо протікає угорськими областями Шомодь, Феєр та Толна. Використовується для відводу надлишку води з Балатону.